# Manuel de Vadillo y Velasco
Manuel de Vadillo y Velasco (Ciella, ? - Madrid?, 1729) Polític castellà, secretari del Despatx de Justícia
Era parent de Pedro Cayetano Fernández del Campo, a qui substituí el 1714 a la Secretaria del Despatx de Justícia. Portat pel seu pare a Madrid, el col·locà en el servei reial el 1673 com a oficial de la Secretaria del Despatx Universal. Després passà a la Secretaria del Consell d'Itàlia, on anà pujant de graus fins a arribar a ser secretari del Consell d'Ordes el 1698. Seguidament fou Secretari de la Cambra de Castella i del Consell d'Itàlia, retornant el 1700 com a oficial a la Secretaria del Despatx Universal, on Antonio Cristóbal de Ubilla y Medina era titular. Entre el 1700 i el 1706 ocupà diversos càrrecs en el nou règim borbònic, essent secretari de la Junta de Govern, secretari del Patronat Regi de la Cambra de Castella, o Notari major dels regnes de Castella. El 1705 se li oferí la Secretari del Despatx Universal, càrrec que implicava una relació personal molt estreta amb el monarca i que havia deixat José de Grimaldo, però es negà a acceptar-la, fet que enutjà a Felip V. El 1706 fou nomenat Secretari del Consell d'Estat i el 1714 ocupà la Secretaria del Despatx de Justícia, malgrat que l'ocupà breument, anant després a una plaça del Consell d'Índies fins al 1729, any en què morí.